# Puchar Sześciu Narodów Kobiet 2018
Puchar Sześciu Narodów Kobiet 2018 – siedemnasta edycja Pucharu Sześciu Narodów Kobiet, międzynarodowych rozgrywek w rugby union dla żeńskich reprezentacji narodowych. Zawody odbyły się w dniach 2 lutego – 18 marca 2018 roku, a zwyciężyła w nich reprezentacja Francji, która pokonała wszystkich rywali i tym samym zdobyła dodatkowo Wielkiego Szlema.
Wliczając turnieje w poprzedniej formie, od czasów Home Internal Championship i Pucharu Pięciu Narodów, była to dwudziesta trzecia edycja tych zawodów.

## Mecze
| 2 lutego 201818:00 | Walia | 18:17 | Szkocja | Eirias Stadium, Colwyn Bay |
| 2 lutego 201818:00 |       | 18:17 |         | Eirias Stadium, Colwyn Bay |

| 3 lutego 201821:00 | Francja | 24:0 | Irlandia | Stade Ernest-Wallon, Tuluza |
| 3 lutego 201821:00 |         | 24:0 |          | Stade Ernest-Wallon, Tuluza |

| 4 lutego 201818:30 | Włochy | 7:42 | Anglia | Stadio Mirabello, Reggio nell’Emilia |
| 4 lutego 201818:30 |        | 7:42 |        | Stadio Mirabello, Reggio nell’Emilia |

| 10 lutego 201812:15 | Anglia | 52:0 | Walia | Twickenham Stoop, Londyn |
| 10 lutego 201812:15 |        | 52:0 |       | Twickenham Stoop, Londyn |

| 10 lutego 201819:05 | Szkocja | 3:26 | Francja | Scotstoun Stadium, Glasgow |
| 10 lutego 201819:05 |         | 3:26 |         | Scotstoun Stadium, Glasgow |

| 11 lutego 201813:00 | Irlandia | 21:8 | Włochy | Donnybrook Stadium, Dublin |
| 11 lutego 201813:00 |          | 21:8 |        | Donnybrook Stadium, Dublin |

| 23 lutego 201819:05 | Szkocja | 8:43 | Anglia | Scotstoun Stadium, Glasgow |
| 23 lutego 201819:05 |         | 8:43 |        | Scotstoun Stadium, Glasgow |

| 24 lutego 201821:00 | Francja | 57:0 | Włochy | Stade Armand Cesari, Furiani |
| 24 lutego 201821:00 |         | 57:0 |        | Stade Armand Cesari, Furiani |

| 25 lutego 201815:00 | Irlandia | 35:12 | Walia | Donnybrook Stadium, Dublin |
| 25 lutego 201815:00 |          | 35:12 |       | Donnybrook Stadium, Dublin |

| 10 marca 201821:00 | Francja | 18:17 | Anglia | Stade des Alpes, Grenoble |
| 10 marca 201821:00 |         | 18:17 |        | Stade des Alpes, Grenoble |

| 11 marca 201811:45 | Walia | 15:22 | Włochy | Millennium Stadium, Cardiff |
| 11 marca 201811:45 |       | 15:22 |        | Millennium Stadium, Cardiff |

| 11 marca 201813:00 | Irlandia | 12:15 | Szkocja | Donnybrook Stadium, Dublin |
| 11 marca 201813:00 |          | 12:15 |         | Donnybrook Stadium, Dublin |

| 16 marca 201817:30 | Anglia | 33:11 | Irlandia | Ricoh Arena, Coventry |
| 16 marca 201817:30 |        | 33:11 |          | Ricoh Arena, Coventry |

| 16 marca 201818:00 | Walia | 3:38 | Francja | Eirias Stadium, Colwyn Bay |
| 16 marca 201818:00 |       | 3:38 |         | Eirias Stadium, Colwyn Bay |

| 18 marca 201815:00 | Włochy | 26:12 | Szkocja | Stadio Plebiscito, Padwa |
| 18 marca 201815:00 |        | 26:12 |         | Stadio Plebiscito, Padwa |